# Santa Cruz, Madeira
Santa Cruz là một huyện thuộc Vùng tự trị Madeira, Bồ Đào Nha. Huyện này có diện tích 67 km², dân số thời điểm năm 2001 là 29721 người.